# 沃内克
沃内克，是匈牙利沃什州所辖的一个村，总面积17.60平方公里，总人口750，人口密度42.6人/平方公里（2010年1月1日）。